# Thài Phìn Tủng
Thài Phìn Tủng là một xã thuộc huyện Đồng Văn, tỉnh Hà Giang, Việt Nam.

## Địa lý
Xã Thài Phìn Tủng có vị trí địa lý:
- Phía đông giáp thị trấn Đồng Văn và xã Tả Phìn
- Phía tây giáp xã Lũng Táo và xã Sà Phìn
- Phía nam giáp các xã Sính Lủng, Sà Phìn, Tả Phìn
- Phía bắc giáp xã Má Lé.

Xã Thài Phìn Tủng có diện tích 15,93 km², dân số năm 2019 là 5.266 người, mật độ dân số đạt 331 người/km².

## Hành chính
Xã Thài Phìn Tủng được chia thành 10 thôn: Giàng Sì Tủng, Ha Bua Đa, Khía Lía, Mua Súa, Nhù Xa, Sình Lủng Chứ, Tả Chứ Lủng, Tả Nhèo Lủng, Tả Tủng Chứa, Thài Phìn Tủng.

## Lịch sử
Ngày 5 tháng 7 năm 1961, Hội đồng Chính phủ ban hành Quyết định số 91-CP về việc thành lập xã Thài Thìn Tủng trên cơ sở một phần diện tích và dân số của xã Sà Phìn.
Ngày 31 tháng 3 năm 2009, Chính phủ ban hành Nghị định 11/2009/NĐ-CP về việc điều chỉnh 617,87 ha diện tích tự nhiên và 1.092 nhân khẩu của xã Đồng Văn về xã Thài Phìn Tủng quản lý.
Sau khi điều chỉnh, xã Thài Phìn Tủng có tổng diện tích tự nhiên là 2.132.22 ha và tổng dân số là 4.026 nhân khẩu.